# Mioče (Bośnia i Hercegowina)
Mioče (cyr. Миоче) – wieś w Bośni i Hercegowinie, w Republice Serbskiej, w gminie Rudo. W 2013 roku liczyła 326 mieszkańców.